# Rock Against Bush
Rock Against Bush war ein Projekt von Fat Wreck Chords, dem Plattenlabel von NOFX-Sänger Fat Mike und punkvoter.com, zu den US-Präsidentschaftswahlen 2004, in denen George W. Bush zur Wiederwahl stand. Es gab zwei CD- und DVD-Veröffentlichungen. Zu den CDs steuerten fast alle namhaften Bands des Labels einen (meist vorher unveröffentlichten) Song bei, außerdem sind auch Punklegenden wie Bad Religion, Social Distortion, Pennywise, Sum 41, Rise Against, The Offspring und Green Day vertreten.
Zu den mit 26 bzw. 28 Liedern sehr großen Zusammenstellungen gehört jeweils eine DVD, auf der neben einigen Musikvideos auch politische Comedy- und Informationsclips zu finden sind. Im beiliegenden Heft hat nach einer Einleitung von Fat Mike (Vol. I) bzw. Anti-Flag-Sänger Justin Sane (Vol. II) jede vertretene Band ein wenig Platz, um neben Fotos oder Liedtexten dem Hörer auch eine politische Botschaft zu vermitteln. Das erklärte Ziel von Fat Wreck war es, mit diesen Compilations junge Menschen über Politik zu informieren und zum Wählen zu bewegen. 
„This compilation is not about making a profit: It's about making a difference“ („Bei dieser Zusammenstellung geht es nicht darum, Geld zu machen: Es geht darum, etwas zu bewegen.“) hieß es im Heft der ersten CD. Die Informationen sind verständlicherweise etwas einseitig, jedoch werden auch viele Internetressourcen genannt, wo der Hörer mehr Informationen bekommen kann.
Heftige Kritik musste sich Fat Mike von der Band Propagandhi gefallen lassen. Der Song Free John Hinkly der kanadischen Band wurde vom ersten Sampler genommen, da Propagandhi in den Liner Notes George Soros als „international billionaire, global financier, war-profiteer and all-around asswipe“ bezeichneten. Fat Mike begründete seine Entscheidung damit, dass Soros einer der finanziellen Hauptunterstützer von MoveOn.org ist, die wiederum helfen, den Rock-Against-Bush-Sampler zu vertreiben. Als Fat Mike den Song auf dem zweiten Sampler dennoch veröffentlichen wollte, lehnten Propagandhi dies ab, betonten aber, es gebe keinen Streit zwischen ihnen und Fat Mike.